# Terrorisme en 2019
Chronologie du terrorisme
- 2015
- 2016
- 2017
- 2018
- 2019
- 2020
- 2021
- 2022
- 2023

Cet article comprend une liste non exhaustive d'attentats et attaques notables ayant eu lieu dans le monde en 2019, dans l'ordre chronologique, qu'ils aient été ou non meurtriers.

## Événements

### Janvier
- Japon : le 1er janvier 2019, un homme de 21 ans fonce délibérément dans la foule à Tokyo et fait 9 blessés. L'agresseur est arrêté par la police et dit avoir agi « en représailles à la peine de mort. »[1].
- Chili : le 4 janvier 2019, un engin explosif explose près d'un arrêt de bus à Santiago et fait 5 blessés[2].
- Égypte : le 5 janvier 2019, un policier est tué et deux personnes sont blessées après l'explosion d'un engin explosif devant une église au Caire[3].
- Cisjordanie : le 5 janvier 2019, des hommes tirent sur un bus israélien, le chauffeur est légèrement blessé lors de l'attentat et les terroristes prennent la fuite[4].
- Afghanistan : le 6 janvier 2019, un attentat à la bombe dans l'est de Kaboul fait 3 blessés[5].
- Yémen : le 10 janvier 2019, un attentat au drone lors d'une parade militaire fait 6 morts et 12 blessés. L'attaque est revendiquée par les Houthis[6].
- Burkina Faso : le 10 janvier 2019, une trentaine d'individus armés tirent sur les villageois du village de Gasseliki. L'attentat fait 12 morts et 2 blessés[7].
- Pologne : le 13 janvier 2019, le maire de Gdańsk, Paweł Adamowicz, meurt après avoir été attaqué au couteau[8].
- Nigeria : le 14 janvier 2019, des membres de Boko Haram fidèles à l’organisation d'al-Baghdadi ont attaqué le village de Rann dans l’État de Borno. Les assaillants ont envahi la ville, en ont pris le contrôle et ont mis le feu à de nombreux bâtiments. 14 personnes ont été tuées et plusieurs autres ont été blessées lors de l’attaque. Par ailleurs des milliers de soldats et de civils ont été contraints d'évacuer la zone[9],[10],[11],[12].
- Afghanistan : le 14 janvier 2019, un attentat à la voiture piégée à Kaboul fait plus de 40 blessés[13].
- Kenya : le 15 janvier 2019, un attentat contre le complexe hôtelier DusitD2 à Nairobi fait 21 morts. L'attaque commise par plusieurs hommes armés, est revendiquée par le groupe islamiste somalien des Chebabs[14].
- Syrie : le 16 janvier 2019, un attentat-suicide à Manbij revendiqué par l'État islamique fait 19 morts, dont 10 civils, 5 soldats arabo-kurdes, ainsi que 2 militaires américains, et 2 civils américains travaillant pour le Pentagone[15],[16].
- Colombie : le 17 janvier 2019, un attentat à la voiture piégée vise l'école de police de Bogota et fait 21 morts et 68 blessés[17].
- Irlande du Nord : le 19 janvier 2019, une voiture piégée explose à Londonderry, ne faisant aucune victime. Les autorités suspectent la "nouvelle IRA", une branche dissidente de l'Armée Républicaine Irlandaise[18].
- Syrie : le 20 janvier 2019, deux attentats ont lieu à Damas et Afrine. À Damas, un terroriste fait exploser un engin explosif et ne fait aucune victime. À Afrine, un engin explosif explose dans un bus et fait 3 morts et neuf blessés[19].
- Afghanistan : le 22 janvier 2019, une attaque des talibans contre un centre de renseignements militaires dans la province de Wardak, fait au moins 65 morts[20].
- Syrie : le 24 janvier 2019, un engin explosif explose près de l'ambassade de Russie à Damas et fait 4 blessés légers[21].
- Philippines : le 27 janvier 2019, deux bombes explosent à l'intérieur et à l’extérieur de la cathédrale de Jolo. L'attentat fait au moins 18 morts et 80 blessés[22].
- Yémen : le 28 janvier 2019, un attentat à la bombe à Mokha fait 7 morts et 20 blessés[23].
- Nigeria : le 28 janvier 2019, 60 personnes ont été tuées lorsque Boko Haram a de nouveau attaqué le village de Rann, les terroristes ont déclenché un incendie de masse, tuant 60 personnes et provoquant de nombreux dégâts matériels[24].
- Burkina Faso :
  - le 27 janvier 2019, un attentat à Sikiré fait 10 morts et 2 blessés graves[25] ;
  - le 28 janvier 2019, un attentat dans le village à Nassoumbou visant les forces burkinabé fait au moins 4 morts[26].
- Somalie : le 29 janvier 2019, un attentat à la voiture piégée à Mogadiscio fait 2 morts et 5 blessés[27].
- Pakistan : le 29 janvier 2019, une attaque dans le bureau du haut responsable de la police à Loralai tue 9 policiers[28].
- Philippines : le 30 janvier 2019, un attentat à la grenade dans une mosquée fait 2 morts[29].

### Février
- Somalie : le 4 février 2019, un attentat à la voiture piégée sur un marché de Mogadiscio fait au moins 9 morts et plusieurs blessés[30].
- Burkina Faso : le 7 février 2019, un attentat contre une gendarmerie à Kongoussi fait 2 morts[31].
- Iran : le 13 février 2019, un attentat à la voiture piégée contre les Gardiens de la Révolution à Khash et Zahedan fait 27 morts et 13 blessés[32].
- Inde : le 14 février 2019, un kamikaze fonce sur un convoi de bus de militaire avec une voiture piégée dans le Cachemire. L'attentat revendiqué par le groupe terroriste pakistanais Jaish-e-Mohammed fait une quarantaine de morts et 35 blessés[33]. C'est le déclencheur de la confrontation indo-pakistanaise de 2019.
- Pakistan : le 17 février 2019, six[34],[35],[36] à neuf membres[37] des Frontier Corps de l'armée pakistanaise sont tués par balles dans les alentours de Turbat. Un groupe nommé Baloch Raji Ajoi Sangar, regroupant trois organisations séparatistes (parmi lesquelles figurent le Front de libération du Baloutchistan), revendique la responsabilité de l'attentat[38].
- Niger : le 17 février 2019, deux femmes se font exploser dans la région de Diffa et font 4 morts[39].
- Égypte : le 18 février 2019, un engin piégé explose à proximité de la mosquée Al-Azhar au Caire. L'attentat fait 3 morts[40].
- Syrie :
  - le 18 février 2019, un double attentat à la bombe à Idleb fait 24 morts[41] ;
  - le 21 février 2019, un attentat à la voiture piégée à Cheheil revendiqué par l'État islamique fait 20 morts[42].
- Mali : le 23 février 2019, un attentat à Koulikoro à la voiture piégée fait 3 blessés[43].
- Somalie : le 28 février 2019, un attentat à la voiture piégée suivie d'affrontements à l'arme automatique fait 19 morts et une soixantaine de blessés à Mogadiscio. L'attentat est revendiqué par les Chebabs[44].

### Mars
- Syrie : le 1er mars 2019, un attentat suicide dans un restaurant à Idleb fait 8 morts et 22 blessés[45].
- Afghanistan : le 1er mars 2019, un attentat revendiqué par les talibans contre une base américano-afghane fait 23 morts et 15 blessés[46].
- France : le 5 mars 2019, un détenu radicalisé de la prison de haute sécurité de Condé-sur-Sarthe poignarde, avec sa compagne, deux surveillants de l’administration pénitentiaire, puis se retranche[47]. Son épouse avait préalablement fait rentrer deux couteaux en céramique dans une unité de vie familiale (UMV). Le RAID intervient alors ; le détenu est blessé, son épouse est mortellement touchée par balles[48].
- Royaume-Uni : le 5 mars 2019, 3 paquets contenant des engins explosifs artisanaux de faible puissance sont envoyés dans des locaux des aéroports londoniens de Heathrow et de Londres City, ainsi qu'à la gare Waterloo. Ces colis piégés ne font aucune victime[49].
- Afghanistan : le 6 mars 2019, un attentat suicide à Jalalabad revendiqué par l'État islamique fait 16 morts et 9 blessés[50].
- Somalie : le 7 mars 2019, un attentat à la voiture piégée à Mogadiscio revendiqué par les Chebabs fait 4 morts et 9 blessés[51].
- Afghanistan : le 7 mars 2019, un attentat au mortier à Kaboul revendiqué par l’État islamique fait 3 morts et 32 blessés[52].
- Nouvelle-Zélande : le 15 mars 2019, des attentats à l'arme semi-automatique sont commis par le terroriste d'extrême droite Brenton Tarrant contre deux mosquées de la ville de Christchurch, au moment de la prière du vendredi, tuant ainsi 50 personnes et en blessant 50 autres[53],[54].
- Pays-Bas : le 18 mars 2019, un homme tire dans le tramway de la ville d'Utrecht, faisant 3 morts et 5 blessés. Il est arrêté par la police après 7h de traque. La piste terroriste est sérieusement envisagée par les autorités hollandaises[55].
- Mali : le 18 mars 2019, un attentat contre l'armée malienne à Dioura fait 23 morts[56].
- Niger : dans la nuit du 21 au 22 mars 2019, 8 civils ont été tués et 20 autres ont été blessés lorsque Boko Haram les a attaqués à l'arme blanche dans la commune de Gueskerou, près du Nigeria dans la région de Diffa[57].
- Afghanistan : le 23 mars 2019, 65 membres des forces de sécurité afghanes (en) sont tués et 38 autres blessés dans l'attaque d'un de leurs postes par les talibans dans le district de Sangin (au nord de la province de Helmand)[58].
- Somalie : le 23 mars 2019, un commando armé des Chebabs tue onze personnes dans les Ministères somaliens des Travaux publics et du Travail, dont le vice-ministre du Travail et des Affaires sociales Saqar Ibrahim Abdalla, avant que les 4 assaillants ne soient abattus par la police[59].
- Niger : le 26 mars 2019, deux femmes kamikazes se font exploser, puis des hommes armés attaquent des civils dans la région de Diffa. L'attentat fait 10 morts et 8 blessés[60].
- Burkina Faso :
  - le 28 mars 2019, un attentat dans une gendarmerie à Barani fait 4 morts[61] ;
  - le 29 mars 2019, un attentat contre la gendarmerie de Yendéré fait 3 morts et 2 blessés[62].
- Afghanistan : le 29 mars 2019, un attentat des talibans à Ghazni fait 9 morts et 6 blessés[63].
- Burkina Faso : le 31 mars 2019, un attentat à Sikiré par une dizaine d'hommes armés de kalachnikovs fait 10 morts et 2 blessés graves[64].

### Avril
- Afghanistan : le 1er avril 2019, 8 policiers sont tués dans une attaque des talibans contre un poste de contrôle dans le district de Sholgara (province de Balkh)[65],[66].
- Burkina Faso :
  - le 1er avril 2019, un attentat à Zoaga fait 8 morts et 4 blessés[67].
  - le 4 avril 2019, une attaque terroriste à Arbinda provoque la mort de 62 personnes, 32 décédant directement dans l'assaut des terroristes, tandis que 30 autres trouvent la mort dans des représailles subséquentes, prenant la forme d'affrontements communautaires (entre Koroumbas, Peuls, Mossis, etc.)[68],[69].
- Égypte : le 9 avril 2019, un kamikaze de 15 ans se fait exploser dans un bazaar à Sheikh Zuweid tuant 4 policiers et 3 civils, et blessant 27 autres personnes[70].
- Pakistan : le 12 avril 2019, 20 personnes (dont deux enfants et un membre du Frontier Corps) sont tuées et 48 autres blessées dans un attentat à la bombe du Lashkar-e-Jhangvi visant un bazar principalement fréquenté par des chiites hazaras à Quetta[71].
- Irlande du Nord : la nuit du 18 au 19 avril 2019, une fusillade entre la police nord-irlandaise et la Nouvelle IRA à Londonderry provoque la mort de la journaliste Lyra McKee qui couvrait l'événement[72].
- Sri Lanka : le 21 avril 2019, 8 explosions frappent le pays : trois kamikazes visent des églises en pleine messe de Pâques, à Negombo, Katuwapitiya et Batticaloa. Trois autres visent des hôtels de la capitale Colombo (le Shangri-La Colombo, le Kingsbury Hotel et le Cinnamon Grand Colombo). Et deux autres explosions ont lieu plus tard lors d'opérations de police. Le bilan est d'au moins 253 morts et 500 blessés[73]. Le lendemain une bombe est désamorcée à l'aéroport de Colombo et une autre explose dans un fourgon alors que la police s’apprêtait à la désamorcer. Les autorités accusent le mouvement islamiste local National Thowheeth Jama'ath (NTJ)[74]. Mais le surlendemain l'état islamique revendique l'attaque en représailles à l'attaque de Christchurch[75].
- Sri Lanka : le 26 avril 2019 : à la suite des attaques du 21 avril, la police recherche 140 suspects en lien avec l'organisation état islamique. Lors d'une perquisition à Kalmunai, un kamikaze se fait exploser et une fusillade éclate, faisant 15 morts dont 6 enfants[76].
- États-Unis : le 28 avril 2019, une fusillade éclate dans une synagogue près San Diego. L'attaque est commise par un militant néo-nazi, et fait 1 mort et 3 blessés. Le suspect, âgés de 19 ans a été arrêté par la police juste après son acte. Il revendique s'être inspiré de la tuerie de Christchurch[77].
- Burkina Faso : le 28 avril 2019, une attaque dans une église de Silgadj fait 5 morts[78].

### Mai
- Burkina Faso : le 12 mai 2019, une attaque vise une église en pleine messe dominicale à Dablo, dans le nord du pays. Six personnes sont tuées dont le prêtre de l’établissement[79].
- Égypte : le 19 mai 2019, une explosion visant un bus de touristes fait 17 blessés[80].
- France : le 24 mai 2019, l'explosion d'un colis piégé, rempli de clous, de vis et de boulons, dans le centre-ville de Lyon fait 13 blessés légers[81]. Le principal suspect est arrêté en pleine rue le 27 mai[82].
- Afghanistan : le 30 mai 2019, un kamikaze se fait exploser à l'entrée de l’Université de la défense nationale de Kaboul, faisant 6 morts et 16 blessés[83].

### Juin
- Allemagne : le 2 juin 2019, assassinat de Walter Lübcke : l'élu allemand CDU allemand Walter Lübcke, connu pour sa défense de la politique de l'accueil des migrants, est assassiné chez lui à Wolfhagen par un néonazi[84].
- Liban : le 3 juin 2019, une fusillade éclate à Tripoli à la veille de l'Aïd el-Fitr. Quatre personnes sont tuées[85].
- Burkina Faso : le 9 juin 2019, plusieurs dizaines d'hommes armés attaque la ville d'Arbinda dans le nord du pays, près de la frontière malienne. L'assaut fait 19 morts[86].
- Cameroun : le soir du 9 juin 2019, des assaillants de Boko Haram attaquent la ville de Darak dans la région de l'Extrême-Nord, au bord du lac Tchad, tuant 21 soldats et 16 civils. Plusieurs membres de Boko Haram sont également tués lors de l'assaut[87].
- Nigeria : le 17 juin 2019, un triple-attentat-suicide fait au moins 30 morts et 40 blessés dans le nord du pays[88].
- Irak : le 21 juin 2019, 10 civils sont tués et 30 autres blessés lorsqu’un kamikaze fait exploser sa ceinture d’explosifs au milieu d'une foule de fidèles venus assister à la prière du vendredi dans une mosquée chiite du quartier d'Al Baladiyat à l’est de Bagdad[89],[90].
- Tunisie : le 27 juin 2019, un double-attentat-suicide contre la police à Tunis, revendiqué par l’État Islamique, provoque 1 mort chez les policiers et 8 blessés[91] (contrairement à ce qui a pu être parfois annoncé dans un premier temps, l'hospitalisation du président Béji Caïd Essebsi dans les heures suivantes n'est pas liée aux attaques).

### Juillet
- Afghanistan :
  - le 1er juillet 2019, 40 personnes (6 agents de sécurité et 34 civils) ont été tués et plus de 100 autres (dont 35 enfants) blessés dans une attaque hybride (fusillade et attentat à la voiture piégée) contre un bâtiment appartenant au ministère de la Défense (en) dans le centre-ville de Kaboul. Les assaillants ont d’abord fait exploser une puissante bombe contenue dans un minibus, avant d’entrer dans un bâtiment voisin et d’y ouvrir le feu. L'attentat a été revendiqué par les talibans[92],[93],[94],[95],[96],[97].
  - le 1er juillet 2019, des talibans ont envahi le district de Qush Tepa dans la province de Djozdjan, causant la mort de plus de 50 soldats afghans. Beaucoup d'autres ont été faits prisonniers[98].
  - le 5 juillet 2019, au moins 2 civils ont été tuées et plus de 20 blessées lorsqu'une bombe a explosé dans la mosquée Mohammadiya de Ghazni pendant la prière du vendredi[99]. L'attentat a été revendiqué le lendemain par Daech[100].
  - le 7 juillet 2019, 8 membres du personnel de sécurité afghan et 6 civils sont tués dans un attentat-suicide à la voiture piégée contre un complexe de la Direction nationale de la sécurité (DNS) dans le centre-ville de Ghazni. Plus de 180 personnes ont été blessées dans l’explosion, dont des dizaines d’enfants qui se trouvaient dans une école à proximité[101],[102],[103].
  - le 8 juillet 2019, des talibans attaquent des postes de contrôle dans le district de Shahjoy (province de Zabol), dans le sud de l’Afghanistan, tuant 13 policiers et en blessant 7 autres[104].
- Somalie : le 8 juillet 2019, à Mogadiscio, les Chebabs ouvrent le feu près d'un poste de contrôle tuant 5 personnes (dont 3 civils)[105].
- Afghanistan : le 9 juillet 2019, des talibans ont attaqué les avant-postes des forces de sécurité dans le district de l’imam Sahib (province de Kondoz), tuant 20 soldats[106].
- Syrie :
  - le 10 juillet 2019, à Dablan (en), 7 enfants trouvent la mort dans l'explosion d'une mine installée par des membres de Daech[réf. souhaitée].
  - le 11 juillet 2019, un attentat à la voiture piégée vise l'église de la ville de Qamichli dans le nord-est du pays et fait une onzaine de blessés. l'EI revendique l'attaque[107].
  - le 11 juillet 2019, une voiture piégée explose sur l’autoroute à Turandah, près d'Afrine, tuant 13 personnes et en blessant plus 30 autres[réf. souhaitée].
- Libye (territoire de la Chambre des représentants) : le 11 juillet 2019, à Benghazi, une voiture piégée a explosé lors de funérailles tenues pour un commandant militaire supérieur. L’explosion a tué 4 personnes et a fait 33 blessés[108].
- Afghanistan : le 12 juillet 2019, 5 civils ont été tués lorsqu’un enfant kamikaze s'est fait exploser lors d’un mariage dans la province de Nangarhar. 40 autres personnes ont été blessés[109].
- Somalie : le 12 juillet 2019, 4 hommes armés ont pris d’assaut l’hôtel Asasey de Kismaayo après un attentat suicide à la voiture piégée et ont assiégé le bâtiment pendant douze heures. Au moins 26 personnes ont été tuées, ainsi que les quatre assaillants affiliés aux Chebabs. Plus de 50 autres personnes ont été blessées. Deux journalistes et plusieurs étrangers sont morts[110],[111],[112],[113],[114],[115].
- Afghanistan :
  - le 13 juillet 2019, une bombe posée par des éléments anti-gouvernementaux inconnus a tué un policier et en a blessé deux autres dans la ville de Jalalabad[réf. souhaitée].
  - le 13 juillet 2019, des talibans ont pris d’assaut un hôtel à Qala-I-Naw, tirant sur des invités et le quartier général de la police en face de l’immeuble. L'attaque a fait 3 morts et 10 blessés parmi les forces de sécurité, tandis que deux des trois agresseurs ont été tués[116].
  - le 13 juillet 2019, une bombe posée au bord de la route par des insurgés a tué 5 policiers et en a blessé 2 dans la province de Baghlan. Aucun groupe armé, y compris les talibans, n’a revendiqué l’explosion[117].
  - le 15 juillet 2019, dans le district de Khakrez, au nord de la province de Kandahar, une bombe a explosé près d’un camion transportant des civils qui se dirigeaient vers un sanctuaire. 11 ont été tués, dont des femmes et des enfants, et des dizaines d’autres blessés[118],[119],[120].
  - le 15 juillet 2019, dans le district de Tagab, des talibans ont tué deux commerçants et en ont blessé un autre en raison de leurs liens avec la police locale[121].
- Irak : le 15 juillet 2019, 5 personnes ont été tuées et 14 autres blessées lorsque deux kamikazes ont attaqué une mosquée chiite dans le sud-ouest de Bagdad. Des cellules de Daech sont demeurées actives et continuent d’attaquer différentes régions du pays[122].
- Afghanistan : le 19 juillet 2019, une bombe explose devant l'université de Kaboul juste avant des examens, tuant 8 étudiants et en blessant 33[123].
- Pakistan : le 21 juillet 2019, à Dera Ismail Khan, des tueurs à moto ouvrent le feu sur des policiers dans un quartier résidentiel, 2 sont tués et les autres victimes tentent de rallier l’hôpital de la ville où ils sont accueillis par une femme kamikaze qui tue 4 autres policiers et 3 civils qui y rendaient visite à leur proche. Une trentaine de personnes sont blessés dans ces attaques revendiquées par le Tehrik-e-Taliban Pakistan[124].
- Somalie : le 22 juillet 2019, au moins 17 personnes sont tuées et 28 autres blessées dans une attaque au camion piégé orchestrée par les Chebabs à proximité d'un hôtel de l'aéroport de Mogadiscio[125],[126].
- République démocratique du Congo :
  - le 22 juillet 2019, 3 civils (dont le chef du village Amundala Biokanzi) sont tués à Eringeti par les Forces démocratiques alliées[127].
  - le 23 juillet 2019, 9 personnes (dont deux enfants) sont tuées dans une attaque des Forces démocratiques alliées à Oïcha Mabasele[128].
- Somalie :
  - le 23 juillet 2019, 6 personnes sont tuées et 3 autres blessées dans l'explosion d'un bus public provoquée par une bombe, que les Chebabs avaient placé sur la route reliant Afgoye à Wanlaweyn (en)[129].
  - le 24 juillet 2019, une femme kamikaze s’est fait exploser lors d’une réunion de sécurité dans le bureau du maire de Mogadiscio, Abdirahman Omar Osman (en)[130]. 7 personnes (dont le maire) seront tuées et 9 autres blessées[131]. L'attentat est revendiqué par les Chebabs[130].
- Afghanistan :
  - le 25 juillet 2019, à Jalalabad, 9 civils (6 femmes et 3 enfants) ont été tués et 4 autres ont été blessés dans un attentat à la bombe au bord de la route, alors qu'ils se rendaient à un mariage en minibus[132].
  - le 25 juillet 2019, à Kaboul, 5 employés du ministère afghan des Mines et du Pétrole ont été tués et 10 autres blessés par une bombe magnétique collée sur l'autocar dans lequel ils voyageaient. Un kamikaze se fait exploser à proximité, tuant 7 personnes supplémentaires et en blessant 20 autres[133].
- Burkina Faso : du 25 juillet au 26 juillet 2019, au moins 14 civils sont tués dans une attaque contre le village de Diblou (commune de Pissila). Les assaillants incendient également les marchés et les mobylettes des villageois[134].
- Nigéria : le 27 juillet 2019, à Nganzai dans le nord-est du pays, une attaque de Boko Haram sur un convoi funéraire fait au moins 65 morts et 10 blessés[135].
- Afghanistan :
  - le 28 juillet 2019, 3 civils sont tués et 3 autres blessés par un attentat à la bombe à proximité d'une usine de production de sel à Ghazni[136].
  - le 28 juillet 2019, une voiture piégée explose devant le bureau de Kaboul du candidat à la vice-présidence, Amrullah Saleh du parti Basej-e-Mili. Puis des hommes armés entre dans le bâtiment. L'attaque fait 20 morts et 50 blessés dont Amrullah Saleh. Les forces de sécurité ont abattu 4 terroristes[137].
- États-Unis : le 29 juillet 2019, un suprémaciste blanc ouvre le feu sur le Festival de l'ail de Gilroy, tuant 3 personnes, avant d'être lui-même abattu par la police[138]. Après cette fusillade, la ville et le comté de San Francisco commenceront à considérer officiellement la National Rifle Association of America comme une « organisation de terrorisme intérieur » à partir du 3 septembre 2019[139].
- Afghanistan : le 30 juillet 2019, à Spin Boldak, 3 enfants sont tués par une bombe placée sur une route à proximité d'un marché. 23 autres personnes sont blessés dans l'explosion[140].
- Pakistan : le 30 juillet 2019, à Quetta, un attentat à la bombe du Tehrik-e-Taliban visant la police tue 5 personnes (dont 2 policiers) et en blesse 38 autres[141].
- Afghanistan : le 31 juillet 2019, entre Kandahar et Herat, un bus roule sur bombe placée sur la route par les Talibans. L’explosion fait 34 morts et 17 blessés, essentiellement des femmes et des enfants[142].

### Août
- États-Unis : le 3 août 2019, un attentat a lieu à El Paso, ville sur la frontière entre les États-Unis et le Mexique, faisant 22 morts et 24 blessés dans un hypermarché. L'auteur est un suprématiste blanc de 21 ans qui a agi, selon un manifeste qu'il publie sur internet quelques heures avant l'attaque, en « réponse à l'invasion hispanique du Texas »[143], et comme il le dira à la police après s'être rendu, pour « tuer le plus de Mexicains possible. »[144]
- Égypte : dans la nuit du 4 au 5 août 2019, au Caire, une voiture roulant à contre sens percute violemment trois autres véhicules. L'un d'eux était chargé d'explosifs et provoque une explosion tuant 20 personnes et en blessant une cinquantaine. Le ministre de l'intérieur accuse le groupe terroriste Hasm[145].
- Afghanistan :
  - le 5 août 2019, 3 enfants et leur mère sont abattus dans leur maison par un tir de mortier dans le district de Shahjoy[146].
  - le 5 août 2019, 4 civils sont tués et une trentaine de personnes sont blessées par un engin explosif improvisé installé sur une moto garée à côté d'une route dans le quartier de Hajji Abbass à Hérat[147].
  - le 6 août 2019, à Kaboul, un attentat vise une voiture des services gouvernementaux de lutte contre les stupéfiant et fait 5 morts et 7 blessés[148].
  - le 7 août 2019, une voiture piégée explose devant le commissariat d'un quartier chiite de l'ouest de Kaboul faisant au mois 14 morts et 145 blessés. L'attentat est revendiqué par les talibans, il intervient en pleine phase de négociation entre le gouvernement et le groupe djihadiste[148].
- Territoire palestinien : dans la nuit du 7 au 8 août 2019, près du kibboutz de Migdal en Cisjordanie, un jeune soldat de 19 ans, colon juif appartenant à une école talmudique est poignardé mortellement par un ou plusieurs terroristes. Le djihad islamique se félicite de l’attaque mais ne la revendique pas[149].
- Libye (Chambre des représentants) : le 10 août 2019, un attentat à la voiture-piégée à Benghazi tue 2 membres du personnel de l'ONU (un Libyen et un Fidjien) et blesse 8 autres personnes[150]
- Norvège : Attentat de la mosquée de Bærum, le 10 août 2019 à Bærum (banlieue d'Oslo), un homme tue sa demi-sœur puis se rend dans une mosquée équipé d'un fusil à pompe, d'un casque et d'un gilet pare-balles pour tirer sur les fidèles, il blesse une personne avant de se faire maîtriser par un ancien officier de l'armée de l'air pakistanaise qui se trouvait parmi les fidèles[151] et d'être remis à la police[152] ; peu avant ses actes, il avait posté un message sur un forum internet où il disait vouloir provoquer une « guerre des races » et où il rendait hommage à Brenton Tarrant le terroriste qui avait commis les attentats de Christchurch contre deux mosquées[152], ce qui fait penser à la police qu'il s'agit d'un acte de terrorisme d'extrême-droite[151].
- Philippines : le 12 août 2019, alors que les musulmans de Sulu célèbrent l'Aïd al-Adha, un militaire et un paramilitaire sont tués par balle dans une embuscade d'Abou Sayyaf alors qu'ils voyageaient à moto sur la route reliant Patikul à Talipao. Une fillette de 2 ans qui marchait à proximité est également tuée dans l'attaque, tandis que sa sœur de 11 ans est blessée[153].
- Tchad : le 14 août 2019, à Kaïga-Kindjiria, une femme kamikaze de Boko Haram se fait exploser et tue 5 passants (dont un militaire). Des blessés sont également à dénombrer[154],[155].
- Pakistan : le 16 août 2019, à Kuchlak (en), une violente déflagration, provoquée par un engin explosif improvisé, tue 5 personnes (parmi lesquels Hafiz Ahmadullah, le frère de Haibatullah Akhundzada, le leader des talibans) et en blesse 22 autres au moment de la prière du vendredi dans une mosquée située à l'intérieur d'une madrassa[156].
- Afghanistan :
  - le 17 août 2019, un kamikaze se fait exploser lors d'un mariage, tuant 80[157] ou 81 personnes[158] (parmi lesquelles des femmes et des enfants[159]) et en blessant 182[160] (voire plus de 200[161]). Le fiancé et la fiancée ont survécu à l'explosion[162] qui s'est produite vers 22 h 40 heure locale (18 h 10 GMT)[163] dans une salle de mariage (située dans un quartier majoritairement chiite de l'ouest de Kaboul[162]) où se trouvait 1 200 personnes[160]. Daech revendique l'attentat et affirme qu'il a été perpétré par un certain Abu Asim Al-Pakistani[164].
  - le 18 août 2019, dans la région de Barbar Qala du district de Daoulatabad de la province de Balkh, 12 civils (parmi lesquels des femmes et des enfants) sont tués lors de la destruction de leur véhicule par un engin explosif improvisé sur la route[165].
- Pakistan : le 18 août 2019, dans le district du Haut-Dir, une bombe télécommandée placée dans une voiture explose à proximité du domicile de Haji Moutabir Khan (un homme placé sous protection policière pour avoir déjà été la cible de deux attentats suicide) à Sheringal (en), tuant 5 personnes et en blessant 17 autres[166]. Le Tehrik-e-Taliban a revendiqué la responsabilité de l'attaque[167].
- Syrie : le 18 août 2019, un attentat à la voiture piégée à Qamishli tue un policier et blesse deux personnes dont une grièvement[168]. L'État Islamique revendique l'attaque[168].
- Afghanistan : le 19 août 2019, alors que le pays célèbre les cents ans de son indépendance (en), une dizaine d'explosions font 123 blessés dans la province orientale de Nangarhar[169].
- Irak : le 23 août 2019, à Musayyib (en), une motocyclette truffée d'explosifs explose dans une rue bondée à proximité d'une mosquée chiite[170], tuant 3 personnes et en blessant 39 autres[171]. Daech revendique l'attentat[170],[171].
- Niger : le 24 août 2019, à Gueskerou, des membres de Boko Haram font irruption dans le village de Lamana au moment de la prière de Icha et emmènent de force 12 villageois à sa sortie, où ils sont tués (onze par balles à bout portant et un par égorgement)[172].
- Irak : le 24 août 2019, à Daquq (en), des membres de Daech ont ouvert le feu à la mitrailleuse et lancé des roquettes RPG-7 sur un stade de foot dans lequel se déroulait un match à proximité d'un sanctuaire chiite[173],[174]. 6 civils ont été tués et 9 autres blessés lors de l'attaque[173],[174].
- Nigeria :
  - le 26 août 2019, des membres de Boko Haram ont tué 4 personnes et en ont enlevé 21 autres lorsqu’ils ont pris d’assaut un village dans l’État de Borno, au nord-est du Nigeria. Ils ont aussi pillé des épiceries avant d’incendier certaines maisons. 9 des personnes enlevées ont réussi à s’échapper plus tard, mais 12 autres sont toujours prisonnières du groupe armé[175].
  - le 27 août 2019, 11 ouvriers qui étaient en train d'installer des câbles de fibre optique dans le village de Wajirko sont tués par balles par des membres de Boko Haram[176].
- Burkina Faso : le 27 août 2019, à Kourao, 3 civils sont tués par balle par 4 individus armés, à bord de motocyclettes[177].
- Afghanistan :
  - le 27 août 2019, à Tikar (au sud de la province de Zabol), lors d’un affrontement entre les forces gouvernementales et les talibans, un obus de mortier a frappé une maison, tuant deux enfants et blessant deux enfants et une femme[178].
  - le 28 août 2019, à Kharopate (à l'est de la province de Kounar), 3 enfants ont été tués et 6 autres ont été blessés lorsqu'une roquette tirée depuis le Pakistan a explosé près d’une maison avoisinante[178].
- Nigeria :
  - le 30 août 2019, des membres de Boko Haram, lourdement armées, ont attaqué le village de Balumri (à 15 kilomètres de Maiduguri), où ils ont égorgé quatre hommes et en ont enlevé deux autres[179].
  - le 31 août 2019 à Gidan Waya, 4 agriculteurs qui travaillaient sur leurs champs sont capturés par Boko Haram et subséquemment décapités[179].
- Irak : le 31 août 2019, à Aman Ali (dans la province de Ninive), cinq membres d'une famille, dont trois enfants, sont abattus chez eux par des individus armés (dont on ne sait pas encore s'ils appartenaient ou non à Daech)[180].

### Septembre
- Afghanistan :
  - le 1er septembre 2019, 8 personnes (dont 4 civils) sont tuées dans un nouvel assaut des talibans à Kondoz. 40 autres (dont 28 civils) sont blessées[181].
  - le 1er septembre 2019, 8 civils sont tuées dans le district de Chimtal (province de Balkh) après que leur véhicule ait enclenché une bombe placée sur la route par des talibans[182].
  - le 2 septembre 2019, au moins 6 policiers ont été tués, tandis que 10 civils et 7 agents de sécurité ont été blessés dans un attentat-suicide perpétré par les talibans à l’extérieur d’un poste de police, dans le nord de la ville afghane de Kondoz[183].
  - le 2 septembre 2019, au moins 16 personnes, toutes des civils, sont tuées et 119 autres blessés après l'explosion d'une voiture piégée dans un quartier résidentiel près de Green Village - un vaste complexe abritant des organisations humanitaires et des organisations internationales - dans le centre de Kaboul. Des coups de feu ont été entendus après l'attaque et 5 assaillants ont été tués. Les talibans ont revendiqué l'attentat[184].
- Mali : le 3 septembre 2019, à Dallah[185], une mise artisanale explose au passage d'un car, tuant 14 de ses occupants et blessants 24 civils maliens et burkinabé (dont des femmes et des enfants)[186].
- Afghanistan :
  - le 5 septembre 2019, à Pol-é 'Alam[187], 4 civils sont tués et 11 blessés dans un attentat-suicide des talibans perpétré à proximité d'un camp militaire[188].
  - le 5 septembre 2019, au moins 12 personnes (dont un militaire américain et un soldat roumain) sont tuées et plus de 40 autres blessées lorsqu’un kamikaze s'est fait exploser à bord d'une voiture dans une zone fortement protégée du centre de Kaboul, près des bureaux de sécurité afghans. Les talibans ont revendiqué la responsabilité de l'attentat-suicide[189].
- Somalie : le 5 septembre 2019, au moins 3 personnes, principalement des civils, ont été tuées et plus de 5 autres blessées dans l'explosion d'une mine terrestre installée par les Chebabs dans le village d’Awdheegle (en)[190].
- Afghanistan : le 6 septembre 2019, 2 civils sont tués et 15 autres blessés dans une attaque des talibans visant à s'emparer de la ville de Farah[191].
- Somalie : le 8 septembre 2019, à Mahaday (en), 5 personnes ont été tuées dans un attentat des Chebabs contre un convoi de l'AMISOM[192].
- Burkina Faso :
  - le 8 septembre 2019, un camion de transport circulant sur l'axe Barsalogho-Guendbila a sauté sur un engin explosif improvisé, tuant 15 personnes et en blessant 6 autres[193]. Des femmes et des enfants sont au nombre des victimes[194].
  - le 8 septembre 2019, sur l'axe Dablo-Kelbo, 14 civils sont tués dans une embuscade visant un convoi de triporteurs destiné à apporter de la nourriture aux réfugiés[193],[194].
- Cameroun : le 8 septembre 2019, à Kolofata, 4 civils ont été enlevés puis assassinés par des membres de BokoHaram[195].
- Nigeria : le 9 septembre 2019, à Konduga, 5 fermiers ont été abattus dans leurs champs des membres de BokoHaram[196].
- Afghanistan : le 17 septembre 2019, un double attentat suicide à Kaboul fait 47 morts et 81 blessés.
- Afghanistan : le 18 septembre 2019, un attentat suicide fait 4 morts et 12 blessés à Jalalabad.
- Afghanistan : le 19 septembre 2019, une attaque au camion bélier et une attaque aux drones fait 29 morts et de nombreux blessés.

### Octobre
- France : le 3 octobre 2019, attentat de la préfecture de police de Paris, un agent administratif islamiste de la préfecture de police de Paris poignarde 5 de ses collègues avant d’être abattu dans la cour du bâtiment[197]. Le bilan est de 4 morts et 1 blessé grave[198].
- Allemagne :
  - le 7 octobre 2019 un Syrien vole un camion à Limburg et fonce volontairement sur d'autres voitures, blessant 8 autres personnes et lui-même, et est incarcéré le lendemain ; la piste terroriste est privilégiée (mais la piste d'un problème psychiatrique n'est pas totalement écartée)[199].
  - le 9 octobre 2019, attentat antisémite et anti-Turcs à Halle-sur-Saale, en Allemagne, un négationniste d'extrême-droite lance des grenades sur un cimetière juif et sur un restaurant turc, puis ouvre le feu sur une synagogue, sans pouvoir y entrer, où se tenait une cérémonie pour le Yom Kippour, provoquant au moins 2 morts et 2 blessés graves[200], avant d'être lui-même blessé et arrêté par la police.
- Indonésie : le 10 octobre 2019 un couple lié à Jemaah Ansharut Daulah (allié de l'État islamique) tente d'assassiner le ministre de l'intérieur Wiranto en le poignardant, le blessant grièvement lui et plus légèrement 3 autres personnes, avant d'être arrêtés par la police[201].
- Royaume-Uni : le 11 octobre 2019, un homme blesse au couteau 5 passants dans un centre commercial de Manchester. il est arrêté par la police[202].
- Burkina Faso : le 11 octobre 2019, un attentat dans une mosquée du nord du pays fait au moins 16 morts et 2 blessés graves[203].
- Syrie : le 11 octobre 2019, une voiture piégée de l'EI explose en plein centre-ville à Qamichli, au Rojava syrien, quelques jours après le début d'une offensive turc dans la région. L'attaque fait 3 morts et 9 blessés parmi la population[204].
- Afghanistan : le 18 octobre 2019, un attentat dans une mosquée fait 62 morts et 36 blessés[205].
- Burkina Faso : le 19 octobre 2019, 5 membres des forces de sécurité sont tués et 11 blessés dans une double attaque dans le nord du pays[206].
- France : le 28 octobre 2019, attentat de la mosquée de Bayonne, un ancien candidat Front national (aux élections départementales françaises de 2015) tente d'incendier la mosquée de Bayonne puis tire sur deux fidèles qui sortaient du bâtiment, les blessant gravement, avant d'incendier une voiture et de s'enfuir[207] ; il est arrêté peu après à son domicile par la police, qui trouve une arme de poing et une bonbonne de gaz dans son véhicule[207].
- Irak : le 30 octobre 2019, deux roquettes sont tirées sur la zone verte de Bagdad tuant un militaire et en blessant 3 autres[208].

### Novembre
- Syrie : le 2 novembre 2019, une voiture piégée explose à Tal Abyad faisant 14 morts et 20 blessés selon l'OSDH. La Turquie, qui contrôle cette zone du Rojava depuis l'opération Source de Paix, accuse le YPG. Mais l'OSDH indique de ne pas être en mesure d'en identifier les auteurs[209].
- Thaïlande : le 5 novembre 2019, 15 personnes sont tuées dans une attaque attribuée à des séparatistes musulmans dans la province de Yala[210].
- Jordanie : le 6 novembre 2019, une attaque au couteau fait 6 blessés, dont 3 touristes mexicains et une suissesse, sur le site antique de Jerash[211].
- Burkina Faso : le 6 novembre 2019, une attaque contre un convoi de la société minière canadienne SEMAFO fait au moins 37 morts civils et 60 blessés[212].
- Syrie :
  - le 10 novembre 2019, une voiture piégée explose à Suluk au Rojava syrien, faisant 8 morts et plus de 20 blessés. La Turquie, qui contrôle la région, attribut l'attentat au YPG kurde[213].
  - le 11 novembre 2019, 3 explosions frappent la ville de Qamichli, au Rojava syrien, faisant 6 morts et 22 blessés[214].
- Arabie saoudite : le 11 novembre 2019, 3 comédiens ont été blessés dans une attaque au couteau dans un théâtre à Riyad[215].
- Niger : le 13 novembre 2019, Ali Maïnassara, le chef traditionnel de Boni, un village du département d'Ayérou dans la région de Tillabéri, est enlevé et assassiné, l'État islamique dans le Grand Sahara est suspecté[216].
- Syrie : le 16 novembre 2019, une voiture piégée explose à Al-Bab, dans le nord du pays, faisant 19 morts (dont 13 civils) et 33 blessés. L'attentat n'est pas revendiqué, mais la Turquie qui contrôle la ville depuis 2017 accuse le YPG kurde[217].
- Niger : le 21 novembre 2019, l'État islamique dans le Grand Sahara enlève 5 chefs de village traditionnels de la région de Tillabéri qui refusaient de collaborer avec le groupe terroriste, deux sont exécutés le jour-même et les trois autres le 23 novembre[216].
- Royaume-Uni : le 29 novembre 2019, 5 personnes ont été blessées à Londres lors d'une attaque à l'arme blanche au London Bridge, pont du centre de la capitale britannique[218]. Le suspect a été maîtrisé par des passants puis abattu par la police ; 2 personnes gravement blessées ont fini par succomber[219].

### Décembre
- Afghanistan : le 4 décembre 2019, le travailleur humanitaire japonais Tetsu Nakamura et 5 Afghans qui l'accompagnaient sont assassinés par arme automatique devant l'aéroport de Jalalabad, provoquant une vague d'émotion en Afghanistan et au Japon ; les organisations suspectées sont Daech et une branche dissidente des Talibans (les Talibans principaux ayant nié leur implication et condamné ces assassinats)[220].
- Espagne : le 4 décembre 2019, une grenade est lancée dans l'enceinte du centre de migrants mineurs d'Hortaleza, un quartier ouvrier de Madrid, qui ne fait pas de victime car une équipe de déminage parvient à la faire exploser de manière contrôlée[221]. La responsabilité du parti d'extrême-droite Vox dans le passage à l'acte est fortement suspectée, d'autant plus que son dirigeant Santiago Abascal a ciblé explicitement ce centre dans un discours en novembre 2019[221],[222].
- Kenya : le 6 décembre 2019, un bus qui reliait Wajir et Mandera en passant à proximité de la frontière avec la Somalie est pris en embuscade par les Chebabs, qui tuent au moins huit personnes[223].
- États-Unis : le 6 décembre 2019, un militaire saoudien en formation aux États-Unis ouvre le feu dans la base militaire aéronavale de Pensacola, causant 3 morts et 8 blessés, avant d'être abattu[224],[225]; peu de temps avant il avait publié des propos anti-américains sur Twitter « Je suis contre le mal, et l'Amérique dans son ensemble s'est transformée en Nation du mal. » et disant qu'il haïssait les États-Unis en raison de crimes contre les musulmans et l'humanité commis par ce pays[224], en raison de ces propos l'enquête privilégie la piste terroriste[225] ; bien que le roi d'Arabie saoudite Salmane ben Abdelaziz Al Saoud condamne l'attaque[224], celle-ci met à mal le programme de formation militaire contre le terrorisme entre les États-Unis et l'Arabie saoudite[225]. L'attaque est revendiquée par Al-Qaïda dans la péninsule arabique.
- Tchad : le 17 décembre 2019, au moins 14 civils sont tués, 5 autres blessés et 13 portés disparus après une attaque de Boko Haram contre un village de pêcheurs sur les rives du lac Tchad à proximité de Kaïga[226].
- Somalie : le 28 décembre 2019, les Chebabs font exploser un camion piégé à un carrefour de Mogadiscio, causant environ 100 morts et 150 blessés[227].